# Geoffrey Knox
Sir Geoffrey George Knox, KCMG (* 11. März 1884 in Sydney, Australien; † 6. April 1958 auf Tobago) war ein britischer Diplomat, Präsident der Regierungskommission des Völkerbundes im Saargebiet (1932–1935), Gesandter in Ungarn (1935–1939) sowie Botschafter in Brasilien (1939–1941).